# Jean-Philippe Castillon
Pour les articles homonymes, voir Castillon.
Jean-Philippe Castillon, né en 1965, est un professeur agrégé de mathématiques enseignant à l'université de La Réunion, et un botaniste spécialiste des Aloe.

## Œuvres
- Jean-Bernard Castillon et Jean-Philippe Castillon, Les Aloe de Madagascar, Étang-Salé, Jean-Philippe Castillon, 2010, 399 p. (ISBN 9782746618725).
- Jean-Philippe Castillon, « Nouvelles remarques sur l'identité de l'Aloe deltoideodonta Baker (Xanthorrhoeaceae) et nouveau nom, Aloe horombensis nom. nov., pour les Aloe L. affiliés du sud-Betsileo », Adansonia, sér. 3, vol. 36, no 2,‎ 2014, p. 221–235.

- (en) Jean-Philippe Castillon et Louis Nusbaumer, « Aloe gautieri J.-P. Castillon & Nusb. (Xanthorrhoeaceae), a new species from the northeastern coast of Madagascar », Candollea, vol. 69, no 1,‎ 2014, p. 75-80